# Дружба „Родина“
Вижте пояснителната страница за други значения на Дружба.
Българомохамеданската културно-просветна и благотворителна дружба „Родина“ е българска организация с център в Смолян, съществувала през 1937 – 1947 г.
Тя си поставя за цел да пропагандира сред помаците политиката на български патриотизъм и държавен национализъм, възприета от установения през 1934 година военен режим в страната. Сред активистите на организацията са както помаци, така и много християни, включително служители на Българската православна църква и местната администрация.
Ползвайки се с подкрепата на местните власти, дружба „Родина“ успява да убеди някои помаци да променят турско-арабските си имена, но отношението на мюсюлманите в региона към нея като цяло е отрицателно и дейността ѝ остава ограничена в Смолянско и Златоградско. След Деветосептемврийския преврат през 1944 година организацията губи подкрепата на правителството и дейността ѝ замира, а през 1947 година тя е окончателно закрита.

## История

### Основаване
С назначаването на Петър Маринов за секретар на архиерейското наместничество в Смолян, той се свързва с местни младежи помаци и си поставя за цел създаването на организация, която да пропагандира сред помаците интеграцията в българската национална общност. На 24 февруари 1937 година в смолянското читалище е проведено събрание, на което Ариф Бейски, син на местен първенец, който по-късно сменя името си на Камен Боляров, обявява предстоящото създаване на организацията.
Учредяването Дружба „Родина“ става на 3 май в Смолян на събрание, на което се държат речи в духа на десния тоталитаризъм. Първоначалните членове на организацията са главно по-образовани младежи от града, като председател става Ариф Бейски, а секретар – Петър Маринов. Организацията се опитва да се дистанцира от кампанията за насилствено покръстване през Балканската война, обявявайки се за „българизация без християнизация“.
Организацията е подпомагана от известни родопчани като д-р Георги Чичовски – родопски общественик, Христо Караманджуков – редактор на сп. „Родопа“ и др.

### Казионна организация на авторитарния режим
Дружба „Родина“ започва дейността си с организирането в помашките села на различни събития – събори на големи празници, вечеринки, екскурзии, курсове по готварство и шиене. През 1938 година е създадена втората местна организация – в село Смилян, последвана от организации в много села в региона. Но организацията отвъд централните Родопи е слаба, като в села като Дебрен, Долен, Сатовча и други, нейни членове са главно учители християни и служители на контролираното от организацията смолянско мюфтийство.
Дружба „Родина“ скоро придобива характер на казионна организация, следваща политиката на правителството. През 1941 година секретарят на Дружба „Родина“ е назначен за служител на Дирекцията на националната пропаганда. Смолянското мюфтийство става независимо от Главното мюфтийство и помаците са поставени под негова юрисдикция, а самото то поставено под контрола на Дружба „Родина“, като за имами и мюфтии се назначават само близки до организацията. През 1940 година започва кампания за въвеждане на богослужение на български език, като се използва изготвен през 20-те години превод на Корана, разпространяван безплатно от държавата. Свободните места в българската администрация също се предоставят само на родинци, неродинците постоянно биват премахвани от държавния апарат. По-късно за получаване на каквато и да е било работа, също е нужно членство, което става причина за численото нарастване на организацията.
През 1941 година Дружба „Родина“ обявява за своя цел постепенното премахване на мюсюлманските лични имена, като това трябва да стане чрез даване на немюсюлмански имена на новородените – за тази цел са изготвени списъци с препоръчителни имена, които имат българска етимология, но не са свързани с християнството. През лятото на 1942 година организацията инициира законодателна промяна, която дава възможност за смяна на имената по административен, вместо по съдебен път, след което започва масова кампания за преименуване в помашките села. За тази цел организацията получава голяма държавна субсидия, която ѝ дава и възможност да издава свои годишни сборници „Родина“.
Специално внимание се обръща за премахването на външните белези на турската принадлежност в облеклото – фесове и чалми за мъжете и шалвари, фереджета и мехтени при жените българомохамеданки, и заменянето им с шапки и забрадки. Първоначално това става доброволно, но поради малкия брой на „разбулените“, по-късно се прибягва и до насилствени мерки.

### След Деветосептемврийския преврат
Отношението на Българската комунистическа партия (БКП) към Дружба „Родина“ е противоречиво и се променя с времето. Към 1940 година местната организация на комунистите в Смолян се опитва да инфилтрира свои активисти в организацията, но малко по-късно се обявяват против методите на действие на дружбата. През следващите години комунистите открито се противопоставят на Дружба „Родина“, защитавайки правото на помаците да използват традиционните си имена и облекло, с което печелят известна популярност в региона.
БКП продължава тази политика и в първите години след като установява контрол над правителството с Деветосептемврийския преврат през 1944 година. Ден след преврата на събрание в Смолян родинци са обявени за „фашисти“ и „великобългарски шовинисти“. През следващите месеци е дадена възможност за лесно връщане на имената и за използване на традиционното облекло, възстановено е богослужението на арабски, а пред смолянската джамия демонстративно е изгарян българоезичният Коран. В резултат на това правителството получава масова подкрепа сред помаците в Родопите.
П. Маринов, имамът Светослав Духовников и др. са изправени пред Народен съд в Асеновград. На него български мюсюлманин от с. Кошница, Смолянско свидетелства как П. Маринов работел да кара децата на помаците да ходят на училище и т.н. Народният съд оправдава родинци, но на П. Маринов му е забранено да посещава Родопите и т.н. Местният смолянски родински водач Камен Боляров, който е мюфтия в гр. Ксанти, после работи в органите на МВР и накрая е осъден и убит като враг на народа.
Официалното решение за закриване на дружбите „Родина“ е взето на Конференцията по българо-мохамеданския въпрос, свикана от Дирекцията по вероизповеданията на 16 и 17 август 1947 г. в София.
Въпреки мерките срещу някои ръководители на Дружба „Родина“, повечето активисти на организацията успешно се адаптират към комунистическия режим, а някои достигат високи постове, като първия секретар на Окръжния комитет на БКП в Смолян Величко Караджов. От края на 50-те години бивши дейци на организацията, най-вече Петър Маринов, отправят призиви към властите за нейната реабилитация, но срещат съпротивата на влиятелни местни комунисти, като Никола Палагачев и Кирил Василев. Все пак през 1964 година, в контекста на първите тласъци на Възродителния процес, ръководството на БКП преквалифицира организацията от „фашистка“ на „буржоазно-националистическа“.